# Bob Mosher
Robert „Bob“ Mosher  (* 18. Januar 1915 in Auburn, New York; † 15. Dezember 1972 in Encino, Kalifornien) war ein US-amerikanischer Drehbuchautor.
Mosher schloss 1937 ein Studium an der Susquehanna University in Selinsgrove, Pennsylvania ab.
Zusammen mit Co-Autor Joe Connelly arbeitete er an einer Vielzahl an Serien wie Amos and Andy, Meet Mr. McNutley, Erwachsen müßte man sein, Ichabod and Me, Bringing Up Buddy und The Munsters. Bei der Oscarverleihung 1956 waren Mosher und Connelly für den Film Der Privatkrieg des Major Benson in der Kategorie „Beste Originalgeschichte“ nominiert.